# Tamara Zitcere
Tamara Zitcere (2 de desembre de 1947 - 25 de juliol de 2014) va ser una científica letona, investigadora de l'Holocaust i professora del «Northern States Gymnasium» (Ziemeļvalstu ģimnāzija). Ella és coneguda per la seva investigació sobre la llista del Gueto de Riga.

## Llista del Gueto de Riga
Una de les seves investigacions més notables és la llista del Gueto de Riga (1941-1943). La llista del gueto de Riga conté referències dels jueus enregistrats al gueto de Riga. Inclou l'adreça, l'edat, el lloc de naixement, les ocupacions i el lloc de residència anterior i, de vegades, la posterior. La recerca de Zitcere va ser un estudi d'Holocaust únic en el seu abast i contingut. La investigació mostra que les cases de l'antic gueto de Riga estaven separades de la resta de la ciutat amb filferro espinós; aquestes cases es van convertir en un refugi per a 29,602 jueus obligats a abandonar les seves residències inicials entre 1941 i 1943. Zitcere va revisar 346 registres de la Sala d'Arxiu Històric Estatal de Letònia, inclosos més de 68 del gueto de Riga.
El nombre total de cases al gueto de Riga va ser de 81. La recerca de Zitcere va trobar més de 5,764 víctimes jueves del gueto. Aquest enfocament es va utilitzar per estudiar els escorcolls de domicili de 1941 per així poder identificar els residents jueus dels carrers Matisa i Merkela i el carrer Stabu a Riga, Letònia. La Llista del Gueto de Riga es va exposar al Gueto de Riga, en el Museu de l'Holocaust de Letònia, a Riga, y en Yad Vashem, Jerusalem, Israel.